# Villstads församling
Villstads församling är en församling i Gislaveds pastorat i Östbo-Västbo kontrakt, Växjö stift och Gislaveds kommun. 

## Administrativ historik
Församlingen har medeltida ursprung.
Den 1 januari 1909 (enligt beslut den 21 augusti 1908) överfördes Kruvebo by, omfattande 1 mantal Kruvebo nr:1 Norra och ½ mantal Kruvebo nr:2 Södra, till Burseryds församling.
Församlingen utgjorde till 1300-talet ett eget pastorat för att sedan vara moderförsamling i pastoratet Villstad och Våthult som senast omkring 1525 utökades med Båraryds församling. Från 1 maj 1921 till 2016 utgjorde församlingen ett eget pastorat. Församlingen ingår sedan 2016 i Gislaveds pastorat.

## Klockare, kantor och organister
| Ämbetstid | Namn               | Levnadstid | Övrigt                |
| --------- | ------------------ | ---------- | --------------------- |
| 1743-1744 | Ausell             |            | Organist              |
| 1746-1748 | Lars Drake         |            | Organist              |
| 1745-1759 | Sven Jonsson       | 1677-1759  | Klockare              |
| 1749-1800 | Mattias Lagerstedt | 1730-      | Organist och klockare |

## Kyrkor
- Smålandsstenars kyrka
- Villstads kyrka